# روبرت بلاك
روبرت بلاك هو سياسي كندي، ولد في 27 مارس 1962 في كندا. حزبياً، نشط في Independent Senators Group ‏.